# 대한민국-팔레스타인 관계
대한민국과 팔레스타인 양국은 2025년 현재 미수교 상태이다. 이는 팔레스타인의 국제적 승인과 관련된 복잡한 국제 정세에 기인한 상황이다. 다만 팔레스타인이 1989년 독립 선언 이후, 대한민국 정부는 팔레스타인 자치정부를 팔레스타인의 유일합법 대표기구로 인정한 상태이다. 대한민국 정부에서는 주팔레스타인 대한민국 대표사무소가 팔레스타인에 관한 외교 임무를 수행하고 있으며, 팔레스타인 정부에서는 주일본 팔레스타인 상주총대표부가 대한민국에 관한 외교 업무를 겸임하고 있다.
2012년 팔레스타인의 유엔총회 옵저버 국가 승격 결의안에서는 대한민국은 기권하였다. 2015년 팔레스타인 외교부장관 리아드 말키는 한국의 팔레스타인 국가승인을 요청하기도 하였다. 한국은 유엔 총회 및 유엔 안보리 비상임이사국 회의에서 팔레스타인 관련 결의안에 기권표를 던지고 있다. 그러나 이스라엘-팔레스타인 분쟁이 2023년 및 2024년에 계속 격화되는 가운데, 유엔 총회에서 처음으로 팔레스타인 유엔 회원국 지위 부여에 대한 결의안에 찬성표를 던졌다. 동시에 한국은 팔레스타인에 무상원조, 행정 및 기술 지원, 의료 보건 등 인도주의에 기반한 다양한 공여 및 원조 사업을 진행하고 있다.

## 같이 보기
- 대한민국의 대외 관계